# صالح القلاب
صالح حمد عواد القلاب العموش (1944 - 25 أكتوبر 2023) سياسي وإعلامي أردني. عمل صحفياً ثم تقلد مناصب حكومية في الأردن من ضمنها رئاسة مجلس إدارة مؤسسة الإذاعة والتلفزيون الأردنية بالإضافة لعمله وزيراً للثقافة والإعلام ووزير دولة بحكومتين أردنيتين سابقتين. عُيَّن بعدها عضواً بمجلس الأعيان الأردني، وكان قد ترشح للانتخابات النيابية عام 1993 لكن لم يحظ بأصوات الناخبين بمحافظته. كتب في عدد من الصحف اليوميّة، وقدّم برنامج عين الحدث على قناة أم بي سي. تقلب صالح القلاب بانتماءاته السياسية من حزب البعث إلى معادِ للحزب منسجماً بالتيار الرسمي الحكومي الأردني، ومن معارض للأردن في السبعينيات إلى وزير دولة في الأردن ما بعد سنة 2000.

## نشأته وأسرته
ينتمي لعشيرة القلاب وهي من عشائر العموش من الثبتة من قبيلة بني حسن في الأردن، وعشيرته بها مشيخة عشيرة العموش، وجده هو عواد القلاب وهو قاضي عشائري كان من وجوه قبيلته بمنطقة البلقاء بأوائل القرن العشرين. بينما جده الأكبر، جد عشيرة القلاب، حسين القلاب كان حليفاً للأمير اللبناني فخر الدين المعني.
تلقى صالح القلاب تعليمه الابتدائي في قرية العالوك بمحافظة الزرقاء، ثم انتقل إلى مدرسة النصر الإعدادية العسكرية في الزرقاء (وهي المدرسة التي صار اسمها الآن مدرسة الثورة العربية الكبرى العسكرية)، وأنهى دراسته فيها بسنة 1964.

## مواقفه السياسية
بالمدرسة الثانوية، انتسب إلى حزب البعث العربي الإشتراكي ثم شرع بالدراسة بالجامعة الأردنية إلا أنه سجن بسبب انتمائه الحزبي لنحو سبعة شهور في سجن المحطة السياسي في عمان وفي السجن العسكري في الزرقاء. بعد خروجه من السجن انتقل إلى سوريا وأصبح أحد رموز الحركة الطلابية الأردنية وانتخب رئيساً للإتحاد العام لطلبة الأردن في مطلع سبعينيات القرن العشرين. وبدمشق، انتسب إلى جامعة دمشق، لكنه لم يكمل دراسته فيها لانخراطه بصفوف المقاومة الفلسطينية وانتقاله إلى منطقة الأغوار الأردنية كفدائي مقاتل وبقي إلى حين خروج المقاومة من الأردن.
انسحب من حزب البعث الذي احتل فيه مواقع قيادية بعد انقلاب حافظ الأسد الذي سمي «الحركة التصحيحية» في نوفمبر (تشرين الثاني) 1970 وانتقل إلى لبنان مع حركة فتح، حيث التحق بكلية الإعلام في الجامعة اللبنانية وحصل على درجة «البكالوريوس» وعمل محررًا في « صحيفة السفير» اللبنانية ورئيس تحرير لوكالة الأنباء اللبنانية (الخاصة) حتى عام 1982 ، حيث بعد الاجتياح الإسرائيلي للبنان انتقل إلى مدينة نيقوسيا في قبرص ليعمل مراسلًا لمجلة «المجلة» اللندنية. في عام 1985 انتقل إلى لندن وبقي يعمل في مطبوعات الشركة السعودية للأبحاث والتسويق متفرغاً منذ ذلك الحين وإلى حين عودته إلى الأردن بعد غياب قسري لأكثر من عشرين عاماً، وكانت السلطات الأردنية قد اشترطت على صالح القلاب التخلي عن توجهاته السياسية شرطاً مسبقاً للسماح له بالعودة إلى بلده الأردن.

## عمله بالأردن
فور عودته إلى الأردن بعد مرور عام على بداية استئناف التجربة الديموقراطية التي بدأت في عام 1989 شارك مع عدد كبير من الرموز الوطنية الأردنية من ذوي الميول اليسارية والقومية في تأسيس «التجمع العربي الديموقراطي الأردني» الذي اعتبر تشكيله محاولةً لمواجهة «الإخوان المسلمين» والذي ما لبث أن انهار بسبب اختلاف قادته ومؤسسيه في الموقف من العملية السلمية التي عقد الأردن بموجبها اتفاقية وادي عربة عام 1994 بعد توقيع منظمة التحرير لإتفاقية أوسلو. بعد ذلك لم ينتمِ إلى أي حزب أردني وبقي يمارس العمل السياسي مستقلاً، ويعد من الممثلين لوجهة النظر الأردنية الرسمية ومن المقربين في الوقت ذاته من منظمة التحرير الفلسطينية.
ترشح للانتخابات النيابية بعام 1993، لكن لم يحظ بأصوات الناخبين. فعاد إلى العمل الصحفي بعددٍ من الصحف اليومية، ومن ثم رئيساً لتحرير صحيفة العرب اليوم واستمر كذلك إلى أن عُين وزيراً للإعلام بسنة 2001.

## وظائف إعلامية
كان أحد مؤسسي فضائية «العربية» الإخبارية في عام 2005 وعمل مستشاراً بها، وكان عضو الملتقى الإعلامي العربي، وعضو مجلس أمناء الشركة السعودية للأبحاث والنشر، وعضو نقابة الصحافيين الأردنيين، وعضو الاتحاد الوطني للصحافيين البريطانيين، وكان عضو الأمانة العامة لإتحاد الصحفيين الفلسطينيين خلال فترة تواجده خارج الأردن. قدم صالح القلاب برنامج الحدث على قناة أم بي سي الفضائية.

## مناصب وزارية وحكوميّة
تولي المناصب الوزارية والحكومية التالية:
- وزير الثقافة والإعلام 15 كانون الثاني 2000 - 19 حزيران 2000 في حكومة عبد الرؤوف الروابدة
- وزير إعلام ودولة 19 حزيران 2000 - 14 كانون الثاني 2002 في حكومة علي أبو الراغب الأولى
- عضو مجلس الأعيان: مرات متعددة آخرها بمجلس الأعيان الثاني والعشرون
- رئيس مجلس إدارة الإذاعة والتلفزيون في الأردن: 19 كانون الثاني 2010 - 1 تموز 2011

## وفاته
توفي يوم الأربعاء 10 ربيع الآخر 1445هـ الموافق 25 من أكتوبر (تشرين الأول) 2023م.